# حشره‌خوار میله
 حشره‌خوار میله (نام علمی: Sorex coronatus) نام یک گونه از سرده حشره‌خوارهای دم‌دراز است.